# Cửa khẩu Tà Lùng
Cửa khẩu Quốc tế Tà Lùng là cửa khẩu quốc tế tại vùng đất tổ dân phố Tân Thịnh, thị trấn Tà Lùng, huyện Quảng Hòa, tỉnh Cao Bằng, Việt Nam .
Cửa khẩu Quốc tế Tà Lùng là điểm cuối của Quốc lộ 3, tiếp nối là cầu Thủy Khẩu trên sông Bắc Vọng, thông thương sang cửa khẩu quốc tế Thủy Khẩu (水口口岸) thuộc huyện Long Châu, tỉnh Quảng Tây, Trung Quốc.
Cửa khẩu Tà Lùng là cửa khẩu chính của tỉnh Cao Bằng, nằm gần ngã ba nơi sông Bắc Vọng đổ vào sông Bằng. Sông Bắc Vọng có đoạn dài là biên giới tự nhiên ở phía đông huyện Quảng Hòa .

## Hoạt động
Cửa khẩu Quốc tế Tà Lùng là thành tố chủ chốt trong việc lập ra khu kinh tế cửa khẩu Cao Bằng. Năm 2002, Thủ tướng Việt Nam đã có quyết định cho phép 3 khu vực quanh cửa khẩu Tà Lùng, Trà Lĩnh và Sóc Giang được hưởng quy chế khu kinh tế cửa khẩu.
Ngày 11/03/2014 Thủ tướng Chính phủ Việt Nam ban hành Quyết định số 20/2014/QĐ-TTg về việc thành lập Khu kinh tế cửa khẩu Cao Bằng .
Tại bản Phia Khoang dưới chân núi Phia Khoang, cách cửa khẩu Tà Lùng gần 1 km, ngày 01/12/2014 Giáo hội Phật giáo Việt Nam đã khởi công xây dựng "chùa Trúc Lâm Tà Lùng" . Chùa Trúc Lâm Tà Lùng hoàn thành ngày 30/11/2016, cùng với "chùa Phật Tích Trúc Lâm Bản Giốc" đã xây dựng, phụng sự hoạt động tín ngưỡng và củng cố tình đoàn kết giữa các dân tộc anh em trong vùng biên cương đất nước .